# Vicente Sabatini
Vicente David Sabatini Downey (Santiago, 15 de junio de 1953) es un ejecutivo, director de televisión y autor de telenovelas chileno. Desde abril de 2017, se desempeña como presidente de la Corporación de Directores y Guionistas Audiovisuales de Chile (DYGA), y desde el 24 de diciembre de 2024, es miembro del Consejo Nacional de las Culturas, las Artes y el Patrimonio, cargo que ocupa bajo el gobierno del presidente Gabriel Boric.
A lo largo de su carrera, ha ocupado cargos de gran relevancia en Televisión Nacional de Chile (TVN), desempeñándose como director de Ficción, director de Programación y también como director Ejecutivo Subrogante. Asimismo, ha liderado el área de Ficción en Chilevisión (CHV) y la productora internacional Boomerang TV, consolidando su influencia en el desarrollo narrativo y audiovisual del país.
Ha sido ampliamente reconocido como el gestor, coautor y director artístico de telenovelas que no solo han marcado un hito en la televisión chilena, sino que también han trascendido por su profundo contenido artístico, social, representativo y popular. Así, Sabatini consolidó la mítica «Época de Oro de Televisión Nacional», un periodo de excelencia en la historia de la televisión. Su enfoque innovador, que consistió en descentralizar las producciones dramáticas y llevarlas a diversas regiones de su país, revolucionó la industria televisiva, elevando los estándares de calidad en todos los aspectos: producción, guion y éxito económico. Su capacidad para combinar creatividad y rentabilidad le permitió dominar la industria televisiva, alcanzando una influencia tan grande que eclipsó a muchas de las figuras más destacadas del medio teatral en televisión.
Ha sido galardonado con los más prestigiosos premios nacionales, reafirmando su legado como uno de los grandes pilares de la televisión en su país.

## Primeros años
Nació el 15 de junio de 1953 en Santiago. Hijo de Luis Sabatini Cocco y de María Luisa Ester Downey Alvarado. Es el cuarto de once hermanos. La familia Sabatini Downey tiene ascendencia italiana y escocesa. Es sobrino del arquitecto y artista visual Juan Downey. Su padre Luis, cursó estudios de derecho, y luego química, y fue propietario de un negocio y de una fábrica de pigmentos y pinturas. Por parte de su padre, los antepasados de sus abuelos, Arcasio Sabatini Giagnoni y María Italia Anella Cocco Giagnoni, provienen de Florencia, Toscana. En el lado materno, Sabatini es nieto del arquitecto David Downey Vásquez y de Luisa Alvarado Lecannelier (hija del diplomático y empresario Juan Antonio Alvarado y de Luisa Lecannelier Gauthier, y nieta de Alfredo Lecannelier Mattane, propietario de la chacra Providencia). En honor a su legado, tanto Juan Antonio Alvarado como Alfredo Lecannelier tienen calles en la comuna de Providencia que llevan su nombre.
Durante su infancia, Vicente Sabatini estuvo inmerso en el mundo del teatro, inicialmente como espectador en su colegio y más tarde explorando su propia creatividad a través del teatro de títeres y la realización de pequeñas películas junto a sus hermanos, creando fotogramas a mano. Estas primeras experiencias fueron fundamentales en su desarrollo artístico y creativo. Desde los 13 años, Vicente Sabatini comenzó a estrechar lazos con el mundo audiovisual de manera más directa, gracias a la influencia de su tío político, Patricio Kaulen, jefe de producción y luego presidente de Chilefilms entre 1965 y 1970. Atraído por el ambiente cinematográfico, empezó a visitar con regularidad los estudios de televisión de la productora, ubicados en Las Condes. Kaulen y su equipo producían programas para Canal 9 de la Universidad de Chile, una experiencia que resultaría clave en la formación de Sabatini como profesional del medio audiovisual.

## Estudios
Cursó sus estudios básicos y secundarios en el prestigioso Saint George's College de Vitacura, donde se graduó en 1970. En 1971, ingresó a la carrera de Pedagogía en Historia y Geografía en la Pontificia Universidad Católica de Chile (PUC); sin embargo, abandonó sus estudios en 1973 debido a los convulsos acontecimientos sociopolíticos del país. En 1974, se matriculó en la Escuela de Artes de la Comunicación (EAC) de la misma universidad, en la carrera de Dirección Artística con Mención en Televisión. Fue alumno y ayudante de cátedra en las áreas de Dirección y Producción, de los profesores Hugo Miller y Sonia Fuchs. Egresó en 1977. Obtuvo su título en con la tesis de investigación: Televisión: las exigencias de un medio (1978). Sabatini forma parte de la generación de 1978, un grupo de destacados intelectuales audiovisuales formados en la EAC, entre los que se encuentran figuras como Ricardo Larraín e Ignacio Agüero. Realizó sus dos prácticas en el Departamento de Televisión Educativa de Canal 9 de la Universidad de Chile.

## Carrera

### Primeros años
En 1976 empezó su carrera como asistente de continuidad y dirección en las productoras Chilefilms y Protab. Luego es invitado por el productor Alfredo Lamadrid para dirigir programas de televisión en Canal 9. Sus primeros programas de televisión fueron; Teatro como en el Teatro de José Villar, Los bochincheros, La tarde grande, Chilenazo, ¿Cuánto vale el show? y programas de campeonatos deportivos. 
Su verdadera carrera comenzó cuando ingresó a Televisión Nacional de Chile como colaborador del departamento de ficción. Tras ser contratado por Sonia Füchs, la directora ejecutiva del Área dramática, (quien fuera docente de Sabatini en EAC), empezó a dirigir telenovelas como La torre 10 (1984) y Morir de amor (1985), pero el inesperado éxito de Marta a las ocho y La Quintrala, le abrió las puertas de la pantalla chica. Sabatini tuvo que trabajar durante un buen tiempo soportando las indicaciones que la censura aplicaba a las telenovelas a través de la gran influencia política de Augusto Pinochet sobre la televisión pública[cita requerida]. Todos los capítulos de sus telenovelas tenían que pasar por la revisión de militares, que timbraban cada episodio bajo la advertencia de que debían respetarse todas las sugerencias[cita requerida]. Aun así, supo ingeniárselas para colocar algunos temas que a él le parecían importantes de tratar[cita requerida]. Sin embargo, su excelente evaluación en la cadena de televisión, lo llevó a dirigir el Festival Internacional de la Canción de Viña del Mar en cuatro oportunidades (1988, 1990, 1991 y 1992). Más tarde, en 1989, Sonia Füchs contribuyó a consolidar su carrera asignándole un nuevo "éxito televisivo", con la miniserie Teresa de Los Andes. Desde entonces, Füchs y Sabatini forman una gran amistad y sellan una alianza profesional.
A comienzos de la década de 1990, dirige dos telenovelas que no recibieron el éxito esperado en audiencia, pero si muy buenas críticas, se trata de El milagro de vivir (1990) y Volver a empezar (1991). Mientras finalizaba el rodaje de Volver a empezar, la productora Sonia Füchs, muere en un accidente aéreo en Pucón, Región de la Araucanía. Sabatini declaró: "dejó un vacío enorme, porque además fue algo muy abrupto, muy impensado". En 1992, TVN depositó en él la confianza suficiente para darle la dirección ejecutiva del Área dramática y estrenó Trampas y caretas, convirtiéndose en la telenovela más taquillera de comienzo de década, superando a su competencia de Canal 13, y cuyo reinado de audiencia mantuvo durante todo el año.

### La época de oro
Se le ha bautizado como «el rey Midas», pues fue el responsable de sacar a TVN de la quiebra total en la que se encontraba y la convirtió en una empresa en número uno de la televisión abierta en Chile. Su gestión derribó la supremacía económica de Canal 13, que poseía la credibilidad y la preferencia en audiencias. 
En 1991 asumió como director general de área dramática de Televisión Nacional de Chile (TVN). A partir de ese momento, se encargó de diseñar telenovelas de gran contenido social y representativas de la cultura popular chilena, como método para la creación artística de un nuevo modelo de ficción para la televisión, logrando descentralizar el género a través de las distintas locaciones de sus telenovelas, grabando en diversas Regiones de Chile, como en Santiago (Rompecorazón de 1994, Estúpido cupido de 1995 y Puertas adentro de 2003), Zapallar (Sucupira de 1996), San Antonio El circo de las Montini de 2002, Quintay (Los Capo de 2005), Pucón (Oro verde de 1997), Rapa Nui (Iorana de 1998), Chiloé (La Fiera de 1999), Mejillones (Romané de 2000), Iquique (Pampa Ilusión de 2001, en las oficinas salitreras de Humberstone) y Yerbas Buenas (Los Pincheira de 2004). El director se consagró como uno de los directores más importante de la historia de la televisión chilena. El aspecto transversal de todas estas obras de arte es la presencia de la lucha de clases como conflicto central permanente.
Sabatini trabajó arduamente con personalidades del teatro; Claudia Di Girolamo, Delfina Guzmán, Alfredo Castro, Rodrigo Pérez Müffeler, y el guionista Víctor Carrasco. Convocó a figuras importantes de la historia del teatro, como Marés González, María Cánepa, Silvia Piñeiro, Héctor Noguera, Paz Yrarrázaval, Violeta Vidaurre, Luis Alarcón, Eduardo Barril y José Soza. Sabatini alcanzó una predominancia y control sobre la industria televisiva que superó y a medida eclipsó la fama, la posición y reconocimiento de centenares de personalidades de la industria de las telenovelas, donde actores como Francisco Reyes, Paulina Urrutia, Carolina Fadic, Álvaro Morales, Amparo Noguera, Tamara Acosta, Francisco Melo, Antonia Zegers, Néstor Cantillana y Blanca Lewin lograron transcendencia artística.
En 2005 estrenó Los Capo, superproducción basada en la inmigración italiana en Chile de 1900 y que sería la última franquicia de la época de oro en su gestión como director.
En 2006 estrenó el éxito de taquilla Cómplices, protagonizada por la dupla Reyes-Di Girolamo, obteniendo grandes índices económicos y audiencia para TVN. 
A fines de 2009 asumió como Director Ejecutivo de Área Dramática de Chilevisión. En su gestión, logró contratar a gran parte de su reparto de actores y equipo provenientes de Televisión Nacional. Durante su primer período de liderazgo, Sabatini elevó el nivel técnico de producción, dirección artística y contenidos, de lo que se venía ejecutando anteriormente en las telenovelas del canal.
En 2010 estrenó la superproducción de época Manuel Rodríguez, protagonizada por Ricardo Fernández y Alfredo Castro. Luego, asesoró los guiones de Mujeres de lujo (2010), protagonizada por Fernanda Urrejola. 
Al año siguiente, estrenó nuevamente una superproducción de época, La Doña (2011), protagonizada por Claudia Di Girolamo, quien personificó la versión madura de La Quintrala. Su realización tuvo un costo de US$5.000.000, proclamándose la producción más cara de Chilevisión. La Doña logró positivos índices de audiencia y derrotó a la hegemonía de TVN, Su nombre es Joaquín y Peleles de Canal 13.
Paralelamente, Sabatini se convirtió en el director general del Festival del Huaso de Olmué y de la transmisión de la Teletón 2011.
En 2014 dirigió la comedia Las 2 Carolinas, protagonizada por Francisca Lewin y Claudia Di Girolamo. La producción se caracterizó por tener un mayor contenido social y por sus diversos personajes de comedia. Recibió una baja audiencia pero con los años se transformó en una comedia de culto.
A inicios de 2015, Sabatini se encontraba liderando el proceso de guion de las series Cinco Gotas de Sangre, de la periodista Verónica Foxley, y la adaptación televisiva de la novela Inés del alma mía, de Isabel Allende. Sin embargo, tras la renuncia del Director Ejecutivo de Chilevisión Jaime de Aguirre, la nueva administración de Francisco Mandiola, decidió frenar toda realización de ficción por los siguientes años. En junio del mismo año, Sabatini logró un acuerdo de salida con los nuevos ejecutivos.
El 1 de agosto de 2015, asumió como Director Ejecutivo de Área Dramática de TVN, cargo al cual regresa tras cinco años de ausencia. Su regreso a TVN, generó expectativas entre los actores y el público que conocía su trayectoria en TVN, ya que su nombre se caracteriza por tener un sello artístico de calidad y un fuerte contenido social. El director organizó tres equipos creativos para recuperar a las audiencias, liderados por Verónica Saquel y Rodrigo Sepúlveda. Sin embargo, tras sólo seis meses de trabajo, el director de Programación del canal estatal, Eugenio García, decide desvincular a Sabatini y ocupar su cargo desde Programación. Al momento de su despido, Sabatini se encontraba trabajando en El camionero (2016) y en el guion de una telenovela de horario vespertino, junto al afamado guionista brasileño Lauro César Muniz.
Sabatini sobre su desvinculación, declaró: «Fue inesperado y muy abrupto, pero yo supe desde el primer minuto que no era la persona que Eugenio (García) quería tener en ese cargo porque yo presenté muchos proyectos, que fueron rechazados por él». Su salida de TVN causó gran indignacion entre los actores del canal estatal, como Francisco Reyes, Luis Alarcón y Coca Guazzini, y generó críticas negativas hacia García en las redes sociales. Un mes más tarde, Saquel renunció a TVN y guionistas acusaron a García de limitaciones al interior de TVN.
El 1 de junio de 2016, Sabatini asumió el cargo de Productor Ejecutivo de Ficción en la filial chilena de la productora española Boomerang TV, rol que ocupó hasta el 30 de septiembre de 2018. En el cargo ejecutivo, lideró el proceso de guion de la serie Inés del alma mía, de la cual fue gestor, mientras era Director de Ficción de Chilevisión en 2015. La serie fue estrenada en 2020 por Chilevisión, TVE y Prime Video.
En septiembre de 2016 es designado Presidente del jurado en la categoría Teleseries en la segunda edición de la entrega de los Premios Caleuche (2017) por la Corporación de Actores de Chile.
En abril de 2017, fundó la Corporación de Directores y Guionistas Audiovisuales de Chile (DYGA), ocupando el cargo de Director Fundador.
En octubre de 2018, se incorporó a la productora de televisión AGTV como Director de proyectos para Canal 13, labor que finalizó a mediados de 2021. 
Estrenó la comedia romántica Amor a la Catalán (2019), protagonizada por Daniela Ramírez y Tamara Acosta,  realización que logró gran cantidad de premios, entre ellos; Premios Caleuche y Copihue de Oro. Al año siguiente, dirigió los guiones de la telenovela dramática Secretos de familia, de la misma empresa productora. 
En 2020 se unió a la Fundación Teatro a Mil, donde dirigió artísticamente la realización audiovisual de 31 Minutos: Don Quijote. En enero de 2022, Sabatini dirigió artísticamente Ni tan clásicos, un ciclo de clásicos del teatro chileno, producidos por el Festival Santiago a Mil, exhibido por TVN.

## Cargos
Se ha desempeñado como Director de Ficción y Gerente de Programación de Televisión Nacional de Chile (TVN) entre 1983 y 2009. En 2007 asumió como Director Ejecutivo Subrogante del canal estatal. También ocupó el cargo de Director de Ficción de Chilevisión (CHV), operado por Turner Broadcasting System entre 2009 y 2015. Luego, ejerció como Productor Ejecutivo de Ficción de Boomerang TV (Chile) entre 2016 y 2018, y como director de Proyectos de Ficción en AGTV entre 2018 y 2021. También, ha sido director general de programas de televisión, de eventos artísticos, culturales y deportivos, y de espectáculos nacionales e internacionales, como el Festival Internacional de la Canción de Viña del Mar, el Festival del Huaso de Olmué, el Festival Internacional Santiago a Mil y Teletón.

## Gerencia de Televisión Nacional
El 18 de noviembre de 2005 resultó elegido gerente de Programación de Televisión Nacional para el período 2005-2010; el cargo lo asumió el 22 de noviembre de 2005. El 22 de agosto de 2007, el directorio de TVN decidió designar en conformidad a Vicente Sabatini para el cargo de director ejecutivo subrogante de Televisión Nacional, en sucesión de Daniel Fernández Koprich. El 23 de marzo de 2009, Sabatini es cesado de su cargo por Fernández, terminando abruptamente su permanencia en la televisión pública.

## Vida personal
Vicente Sabatini contrajo matrimonio en 1975 con la académica Ana Mujica Rizzardini, con quien tuvo cuatro hijos: Vicente, abogado; Juan Ignacio, cineasta; Anna María, periodista; y Tomás, pedagogo. El matrimonio Sabatini Mujica se separó en 1994. Desde 1997, es pareja de la emblemática actriz Claudia Di Girolamo Quesney.

## Activismo
Sabatini es un activista de los derechos LGBT y tiene una visión a favor al matrimonio entre personas del mismo sexo. Participó activamente junto a su mujer en la campaña audiovisual Amor es amor, de Movilh, por la igualdad social y legal. Además, participó en un evento de caridad para recaudar dinero para la familia de Daniel Zamudio.

## Filmografía

### Ficción
| Década | Año  | Título                        | N.º Eps. | Cargo(s)                          | Audiencia | Audiencia           | Medio               |
| Década | Año  | Título                        | N.º Eps. | Cargo(s)                          | Total     | Peak.               | Medio               |
| ------ | ---- | ----------------------------- | -------- | --------------------------------- | --------- | ------------------- | ------------------- |
| 1970   | 1977 | La Colorina                   | 88       | Asistente de director             | —         | —                   | Protab              |
| 1970   | 1977 | Padre Gallo                   | —        | Asistente de director             | —         | —                   | Protab              |
| 1980   | 1984 | La Torre 10                   | 104      | Director general                  | 49,0      | 83,9 (alcance máx.) | Televisión Nacional |
| 1980   | 1985 | Marta a las ocho              | 22       | Director general                  | —         | —                   | Televisión Nacional |
| 1980   | 1985 | Morir de amor                 | 101      | Director general                  | —         | —                   | Televisión Nacional |
| 1980   | 1986 | La Quintrala                  | 10       | Director general                  | —         | —                   | Televisión Nacional |
| 1980   | 1988 | Vivir Así                     | 41       | Director general                  | 22,0      | —                   | Canal 13            |
| 1980   | 1988 | Las dos caras del amor        | 55       | Director general                  | 22,0      | —                   | Televisión Nacional |
| 1980   | 1989 | Teresa de Los Andes           | 5        | Director general                  | 30,0      | —                   | Televisión Nacional |
| 1990   | 1990 | El milagro de vivir           | 80       | Director general                  | 16,2      | —                   | Televisión Nacional |
| 1990   | 1990 | Mis mejores historias de amor | 3        | Director general                  | —         | —                   | Televisión Nacional |
| 1990   | 1991 | Volver a empezar              | 110      | Director general                  | 15,0      | —                   | Televisión Nacional |
| 1990   | 1992 | Trampas y Caretas             | 105      | Director general                  | 30,5      | —                   | Televisión Nacional |
| 1990   | 1993 | Jaque Mate                    | 95       | Director general                  | 13,3      | —                   | Televisión Nacional |
| 1990   | 1994 | Rompe Corazón                 | 98       | Director general                  | 25,0      | 40,0 (alcance máx.) | Televisión Nacional |
| 1990   | 1995 | Estúpido Cupido               | 112      | Director general                  | 25,8      | 43,0 (alcance máx.) | Televisión Nacional |
| 1990   | 1996 | Sucupira                      | 108      | Director general                  | 27,6      | 50,0 (alcance máx.) | Televisión Nacional |
| 1990   | 1997 | Oro Verde                     | 104      | Director general                  | 25,0      | 45,0 (alcance máx.) | Televisión Nacional |
| 1990   | 1997 | Las historias de Sussi        | 3        | Director general                  | —         | —                   | Televisión Nacional |
| 1990   | 1998 | Sucupira, la comedia          | 40       | Director general                  | —         | 40,0 (alcance máx.) | Televisión Nacional |
| 1990   | 1998 | Iorana                        | 103      | Director general                  | 31,2      | 60,0 (alcance máx.) | Televisión Nacional |
| 1990   | 1999 | La Fiera                      | 106      | Director general                  | 31,8      | 57,0 (alcance máx.) | Televisión Nacional |
| 2000   | 2000 | Romané                        | 115      | Director general                  | 38,2      | 59,0 (alcance máx.) | Televisión Nacional |
| 2000   | 2001 | Pampa Ilusión                 | 114      | Director general                  | 36,3      | 64,0 (alcance máx.) | Televisión Nacional |
| 2000   | 2002 | El Circo de las Montini       | 125      | Director general                  | 36,2      | 58,0 (alcance máx.) | Televisión Nacional |
| 2000   | 2003 | Puertas Adentro               | 112      | Director general                  | 33,1      | 46,0 (alcance máx.) | Televisión Nacional |
| 2000   | 2004 | Los Pincheira                 | 127      | Director general                  | 37,5      | 61,0 (alcance máx.) | Televisión Nacional |
| 2000   | 2005 | Los Capo                      | 124      | Director general                  | 15,0      | 25,0 (alcance máx.) | Televisión Nacional |
| 2000   | 2006 | Cómplices                     | 155      | Director general                  | 27,6      | 50,0 (alcance máx.) | Televisión Nacional |
| 2000   | 2007 | Corazón de María              | 122      | Director general                  | 21,4      | 43,0 (alcance máx.) | Televisión Nacional |
| 2000   | 2008 | Viuda Alegre                  | 123      | Director general                  | 16,1      | 30,0 (alcance máx.) | Televisión Nacional |
| 2000   | 2009 | Los Exitosos Pells            | 142      | Director general                  | 18,0      | 34,0 (alcance máx.) | Televisión Nacional |
| 2010   | 2010 | Mujeres de lujo               | 78       | Productor ejecutivo               | 18,5      | 38,0 (alcance máx.) | Chilevisión         |
| 2010   | 2010 | Manuel Rodríguez              | 109      | Director general                  | 11,3      | 22,0 (alcance máx.) | Chilevisión         |
| 2010   | 2011 | Infiltradas                   | 79       | Productor ejecutivo               | 14,4      | 25,0 (alcance máx.) | Chilevisión         |
| 2010   | 2011 | La Doña                       | 92       | Director general                  | 16,7      | 30,0 (alcance máx.) | Chilevisión         |
| 2010   | 2012 | La Sexóloga                   | 90       | Director general                  | 6,8       | 19,0 (alcance máx.) | Chilevisión         |
| 2010   | 2013 | Graduados                     | 212      | Productor ejecutivo               | 10,1      | 22,0 (alcance máx.) | Chilevisión         |
| 2010   | 2014 | Las Dos Carolinas             | 136      | Director general                  | 8,3       | 16,0 (alcance máx.) | Chilevisión         |
| 2010   | 2014 | Buscando a María              | 67       | Productor ejecutivo               | 6,7       | —                   | Chilevisión         |
| 2010   | 2016 | El Camionero                  | 150      | Productor ejecutivo               | 10,2      | 18,0 (alcance máx.) | Televisión Nacional |
| 2010   | 2018 | Inés del alma mía             | 8        | Director general de preproducción | —         | —                   | Prime Video         |
| 2010   | 2019 | Amor a la Catalán             | 124      | Director general                  | 8,0       | 27,0 (alcance máx.) | Canal 13            |

### Programas
| Década | Año       | Título                                                      | Cargo                    | Canal               |
| ------ | --------- | ----------------------------------------------------------- | ------------------------ | ------------------- |
| 1970   | 1977      | Sólo para menores                                           | Director                 | Canal 9             |
| 1970   | 1978      | Chilenazo                                                   | Director                 | Canal 9             |
| 1970   | 1978-1979 | Los bochincheros                                            | Director                 | Canal 9             |
| 1970   | 1978      | Súper musicales                                             | Director                 | Canal 9             |
| 1970   | 1979      | Polémica del fútbol                                         | Director                 | Canal 9             |
| 1970   | 1979      | Copa América                                                | Director general         | Canal 9             |
| 1970   | 1979-1980 | Teatro como en el teatro                                    | Director general         | Canal 9             |
| 1980   | 1981-1983 | La tarde grande                                             | Director general         | Teleonce            |
| 1980   | 1981-1983 | ¿Cuánto vale el show?                                       | Director general         | Teleonce            |
| 1980   | 1988      | XXIX Festival Internacional de la Canción de Viña del Mar   | Director general         | Televisión Nacional |
| 1980   | 1989      | Debate presidencial 1989                                    | Director general         | Televisión Nacional |
| 1990   | 1990      | XXXI Festival Internacional de la Canción de Viña del Mar   | Director general         | Televisión Nacional |
| 1990   | 1991      | XXXII Festival Internacional de la Canción de Viña del Mar  | Director general         | Televisión Nacional |
| 1990   | 1992      | XXXIII Festival Internacional de la Canción de Viña del Mar | Director general         | Televisión Nacional |
| 2000   | 2003      | Teletón                                                     | Director general         | Televisión Nacional |
| 2000   | 2007      | XLVIII Festival Internacional de la Canción de Viña del Mar | Director de Programación | Televisión Nacional |
| 2000   | 2008      | XLIX Festival Internacional de la Canción de Viña del Mar   | Director de Programación | Televisión Nacional |
| 2010   | 2011      | XLII Festival del Huaso de Olmué                            | Director general         | Chilevisión         |
| 2010   | 2011      | Teletón                                                     | Director general         | Chilevisión         |
| 2010   | 2012      | XLIII Festival del Huaso de Olmué                           | Director general         | Chilevisión         |
| 2010   | 2012      | Teletón                                                     | Director general         | Chilevisión         |
| 2010   | 2013      | XLIV Festival del Huaso de Olmué                            | Director general         | Chilevisión         |
| 2010   | 2014      | Teletón                                                     | Director general         | Chilevisión         |
| 2020   | 2020      | 31 Minutos: Especial Don Quijote                            | Director general         | Televisión Nacional |
| 2020   | 2022      | 6.º Premios Caleuche                                        | Director general         | Televisión Nacional |
| 2020   | 2022      | Ni tan clásicos                                             | Director general         | Televisión Nacional |
| 2020   | 2022      | Voces para atesorar                                         | Director general         | Televisión Nacional |
| 2020   | 2023      | 7.º Premios Caleuche                                        | Director general         | Televisión Nacional |

### Cine
| Década | Año  | Título                                         | Cargo            |
| ------ | ---- | ---------------------------------------------- | ---------------- |
| 1980   | 1980 | Clotario Blest                                 | Director general |
| 1980   | 1988 | Mancomuanles del desierto                      | Director general |
| 1980   | 1988 | La primavera y mi país tienen una esquina rota | Director general |

### Streaming
| Década | Año  | Título                         | Cargo            |
| ------ | ---- | ------------------------------ | ---------------- |
| 2020   | 2020 | Cantata Santa María de Iquique | Director general |
| 2020   | 2020 | Caníbal                        | Director general |

## Premios y nominaciones
| Año  | Premio          | Categoría        | Título                  | Resultado |
| ---- | --------------- | ---------------- | ----------------------- | --------- |
| 1984 | Laurel de Oro   | Mejor director   | La torre 10             | Ganador   |
| 1989 | Premio APES     | Mejor director   | Teresa de los Andes     | Ganador   |
| 1992 | Premio APES     | Mejor telenovela | Trampas y caretas       | Ganador   |
| 1995 | Premio APES     | Mejor telenovela | Estúpido Cupido         | Ganador   |
| 1998 | Premio APES     | Mejor telenovela | Iorana                  | Ganador   |
| 1999 | Premio APES     | Mejor telenovela | La Fiera                | Ganador   |
| 2000 | Premio APES     | Mejor telenovela | Romané                  | Ganador   |
| 2001 | Premio APES     | Mejor telenovela | Pampa Ilusión           | Nominado  |
| 2002 | Premio APES     | Mejor telenovela | El circo de las Montini | Nominado  |
| 2003 | Premio APES     | Mejor telenovela | Puertas Adentro         | Nominado  |
| 2004 | Premio APES     | Mejor telenovela | Los Pincheira           | Ganador   |
| 2005 | Premio APES     | Mejor telenovela | Los Capo                | Nominado  |
| 2006 | Premio APES     | Mejor telenovela | Cómplices               | Nominado  |
| 2006 | Copihue de Oro  | Mejor telenovela | Cómplices               | Ganador   |
| 2010 | Copihue de Oro  | Mejor telenovela | Manuel Rodríguez        | Nominado  |
| 2012 | Copihue de Oro  | Mejor telenovela | La Sexóloga             | Nominado  |
| 1995 | Premio TV Grama | Mejor telenovela | Estúpido Cupido         | Ganador   |
| 1999 | Premio TV Grama | Mejor telenovela | La Fiera                | Ganador   |
| 2000 | Premio TV Grama | Mejor telenovela | Romané                  | Ganador   |
| 2006 | Premio TV Grama | Mejor telenovela | Cómplices               | Ganador   |
| 2000 | Premios Altazor | Mejor director   | La Fiera                | Nominado  |
| 2001 | Premios Altazor | Mejor director   | Romané                  | Nominado  |
| 2002 | Premios Altazor | Mejor director   | Pampa Ilusión           | Nominado  |
| 2003 | Premios Altazor | Mejor director   | El circo de las Montini | Nominado  |
| 2005 | Premios Altazor | Mejor director   | Los Pincheira           | Nominado  |
| 2011 | Premio Fotech   | Mejor director   | La Doña                 | Ganador   |

## Distinciones
- El 2002 recibe el Premio SHINE de The Media Project por la telenovela El circo de las Montini.
- En 2016 recibe una distinción por parte de Mario Kreutzberger por su permanente colaboración con la Fundación Teletón.[83]